# Castanopsis foxworthyi
Castanopsis foxworthyi là một loài thực vật có hoa trong họ Fagaceae. Loài này được Schottky mô tả khoa học đầu tiên năm 1913.